# Thupten Kunkhen
Thupten Kunkhen (tibétain ཐུབ་བསྟན་ཀུན་མཁྱེན, Wylie : thub bstan kun mkhyen) aussi appelé Kalon Lama Rampa (tibétain བཀའ་བློན་བླ་མ་རམ་པ, Wylie : bka' blon bla ma ram pa) (1896-1959) est un homme politique tibétain. 
Il fut responsable du monastère de Riwoché pendant trois ans et également officier investigateur à Poyul et dans le Kham. Il fut nommé Ta-lama en novembre 1938 et Kalon Lama (ministre de la religion) le 14 septembre 1944, une fonction qu'il exerça jusqu'en 1951.
En 1949, le portefeuille du Bureau des Affaires étrangères du Tibet lui fut assigné par le régent Taktra Rinpoché, avec l'assistance de Lukhangwa, et l'un des drungyigchenmo (moines-fonctionnaires),.
Oncle de Sharpa Tulkou, il se joignit au groupe qui l'accompagna en exil en Inde peu après de soulèvement tibétain de 1959. 
Trop âgé pour le voyage, il resta dans un couvent avec les nonnes les plus âgées, les plus jeunes ayant rejoint le groupe dans leur fuite.  
Arrêté par les autorités chinoises, il est mort peu après.